# Benedykt Szneider
Benedykt Szneider, né le 30 avril 1982 à Reszel (Varmie), est un illustrateur et auteur polonais de bandes dessinées et de jeux vidéo.

## Biographie
Benedykt Szneider a remporté en 1998 le Grand Prix junior du Festival international de la bande dessinée de Łódź. Il est ensuite lauréat du premier prix, en 1999 pour la bande dessinée Hlidskjalf (individuellement) et en 2000 pour Oskar twój cień (avec Jakub Rebelka).
Il est le créateur des bandes dessinées Diefenbach (2002) et Diefenbach - Avant l'aube (2011). Il a publié, entre autres chez AQQ (pl), Arena Komiks (pl), Nowa Fantastyka (pl), Gazeta Wyborcza.
Il est également le directeur de la création du jeu vidéo Ruiner, sorti en 2017.

## Œuvres récentes
- 2020 : Syn t. 2 - Łowca (dessin et scénario), Kultura Gniewu (pl)
- 2018 : Syn t. 1 - Woda i ogień (dessin et scénario), Kultura Gniewu (pl)  (ISBN 978-83-6485874-1)